# Antigone (film 1991)
Antigone è un film del 1991 diretto da Jean-Marie Straub e Danièle Huillet. La sceneggiatura è tratta dalla versione di Bertolt Brecht dell'omonimo dramma di Sofocle.

## Trama
Polinice non può essere sepolto all'interno della mura della città di Tebe in quanto disertore; sua sorella Antigone però si oppone.